# Иннокентий (Новгородов)
Архимандрит Иннокентий (в миру Иван Матвеевич Новгородов или Новогородов; 1823, Воронежская губерния — 20 мая (1 июня) 1868) — архимандрит Русской православной церкви, ректор Казанской духовной академии. Русский духовный писатель, магистр богословия.

## Биография

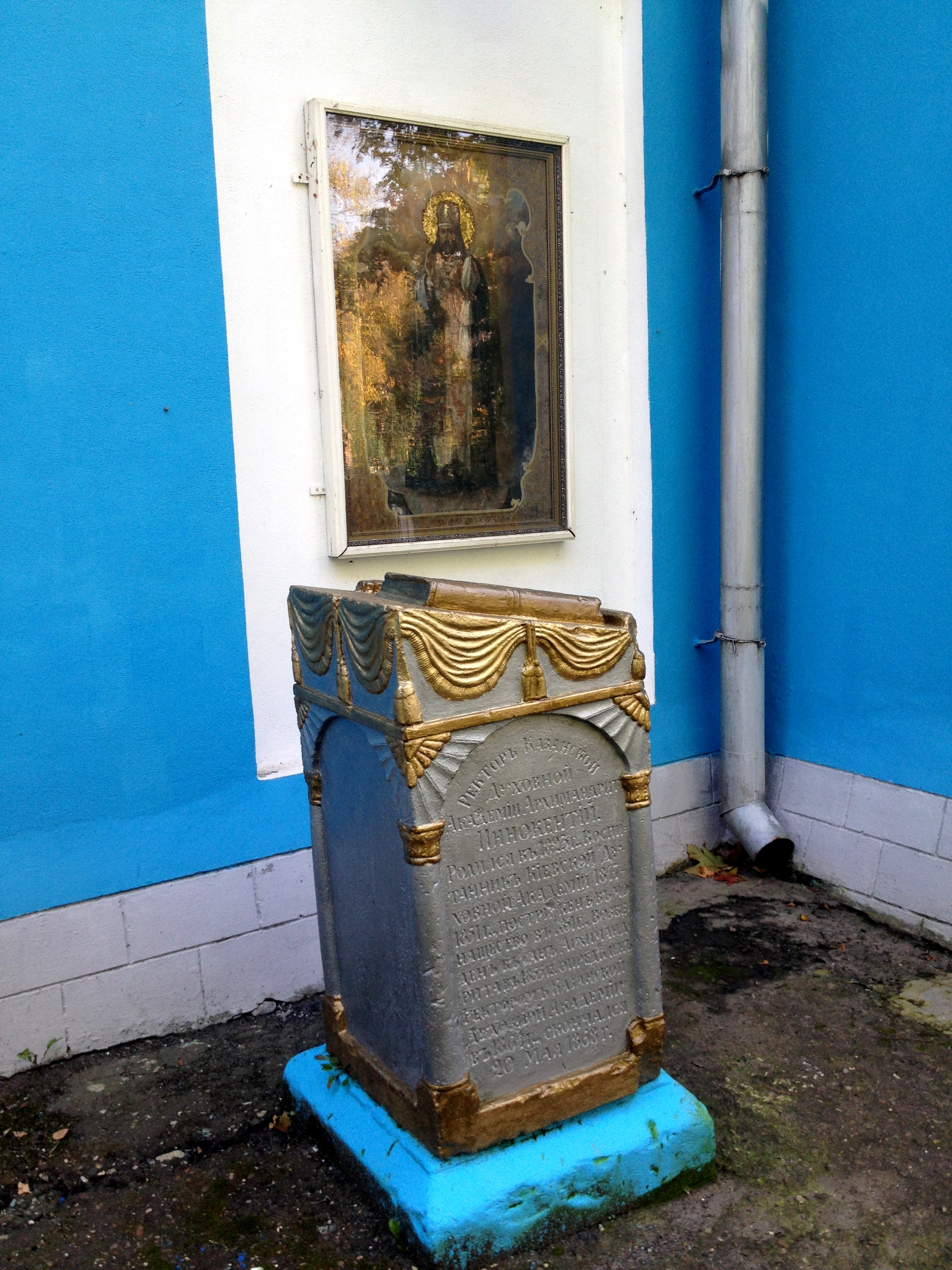
Могила архимандрита Иннокентия (И. М. Новгородова) на Арском кладбище Казани

Родился в 1823 году в семье священника Воронежской епархии.
В 1847 году окончил Воронежскую семинарию.
В 1851 году окончил Киевскую духовную академию.
В мае 1851 года пострижен в монашество и был учителем в Екатеринославской, а потом инспектором в Саратовской семинарии.
С 1854 года был инспектором, а потом и ректором Казанской семинарии.
В 1864 году назначен ректором Казанской духовной академии.
Умер 20 мая 1868 года от чахотки.
Похоронен на Арском кладбище Казани, слева от церкви святых благоверных князей Феодора, Давида и Константина, Ярославских чудотворцев (на могиле находится надгробие в виде аналоя с Евангелием).

## Сочинения
- Богословие обличительное. — В 4-х тт. — Казань, 1859—1864.
- О препровождении поста по уставу православной церкви.
- Памятные записки Викентия Лиринского (перевод).
- Ермий философ. — Казань, 1861.
- Святой апостол Павел в Афинах. — Казань, 1861.

В «Православном Собеседнике» он напечатал: «О женском священнодействовании (против раскольников)»; «К наблюдающим за современностию»; «Разбор учения о необходимости таинства крещения»; «О попытках XVIII—XIX веков снабдить раскольников епископом»; «О происхождении иерархии новозаветной церкви» и др.; сверх того напечатал несколько проповедей и сделал несколько переводов и изданий памятников церковной литературы.